# Astemir Gordyushenko
Astemir Aleksandrovich Gordyushenko (Nalchik, 30 de março de 1997) é um futebolista profissional russo que atua como meia.

## Carreira

### CSKA Moscou
Astemir Gordyushenko se profissionalizou no PFC CSKA Moscovo, em 2016.

## Títulos
CSKA Moscou
- Supercopa da Rússia: 2018[2]